# Sabine (prénom)
Pour les articles homonymes, voir Sabine.

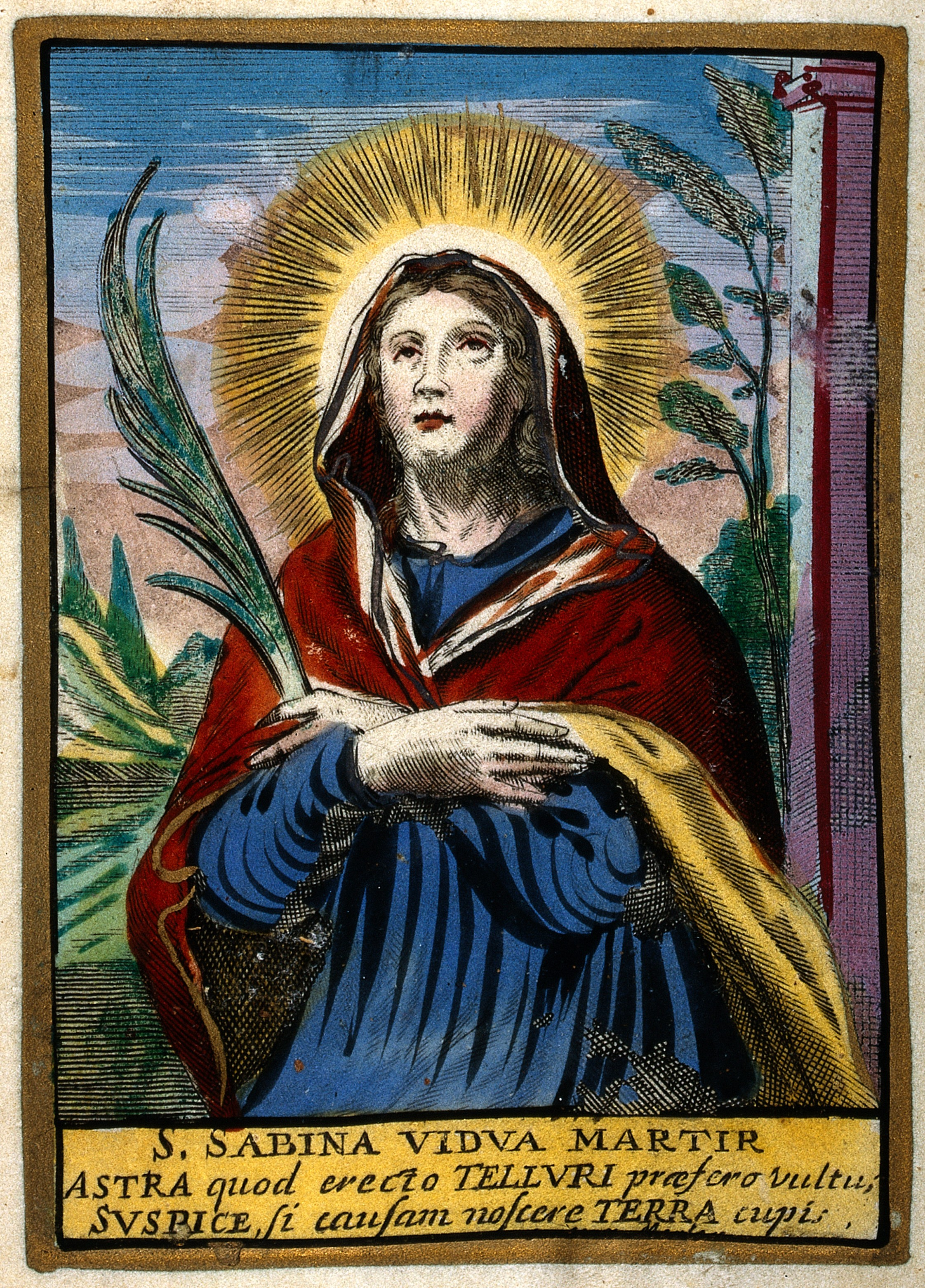
Auteur anonyme. Sabine de Rome, gravure colorée, datation et localisation inconnues.

Sabine est un prénom féminin,  porté par dix saintes chrétiennes. Il est exceptionnellement  attribué à un homme. C’est aussi un nom de famille. Il figure également dans le titre de plusieurs œuvres artistiques ou littéraires.

## Origine
Sabine vient du nom latin Sabinus, qui traduisait une appartenance au peuple des Sabins, en Italie centrale.  Le masculin est Sabin.  

## Variantes linguistiques
- en allemand : Sabine
- en anglais : Sabine
- en espagnol : Sabina, Sabrina
- en hongrois : Szabina
- en italien : Sabina, Savina

## Saintes chrétiennes
Dix saintes chrétiennes prénommées Sabine (8) ou Savine (2),  dont la  plupart ont subi le martyre entre  les IIIe et IXe siècles figurent dans le calendrier des  saints.  Elles sont fêtées à des dates différentes: 
- Sabine de Rome IIe siècle, martyre fêtée le 29 août;
- Sabine de Troyes IIe siècle, martyre fêtée le 22 novembre;
- Sabine de Smyrne († 250), martyre fêtée le 11 mars[réf. nécessaire];
- Sabine d'Avila († 304), martyre fêtée le 28 octobre[réf. nécessaire];
- Sainte Savine de Lodi, veuve pieuse de Lodi en Italie du nord († 311), fêtée le 30 janvier;
- Sabine († 313), ou Sabine, sœur de saint Savinien,fêtée le 29 janvier;
- Sabine de Flandre († 819), martyre fêtée le 8 décembre[réf. nécessaire];
- Sabine des Vosges († 917), martyre, fêtée le 29 août;
- Sabine Petrilli (Bienheureuse en 1988), fondatrice de la Congrégation des Sœurs de Sainte Catherine de Sienne († 1923), fêtée le 18 avril;
- Sabine de Milan (+?)[réf. nécessaire].
Celle qui est la plus souvent mentionnée dans les calendriers  annuels  que l’on se procure dans le commerce, ou qui sont offerts  à  des fins publicitaires, est  Sabine de Rome  fêtée le 29 août.  

## Popularité
Il est surtout porté dans les pays francophones et  germanophones. Par exemple en France,  il a commencé à être attribué au début des années 1900, quelques dizaines de fois chaque année, avant d'atteindre le nombre de 3374 en 1969, mais seulement 8 en 2020
En Allemagne, avant 1940, le prénom était peu répandu, avant de devenir très populaire dans les années 1960. Mais depuis le début des années 1990, il a de moins en moins de succès. Entre 2006 et 2018, il n'a été attribué que 290 fois.
Sabine est aussi un nom de famille. 

## Prénom

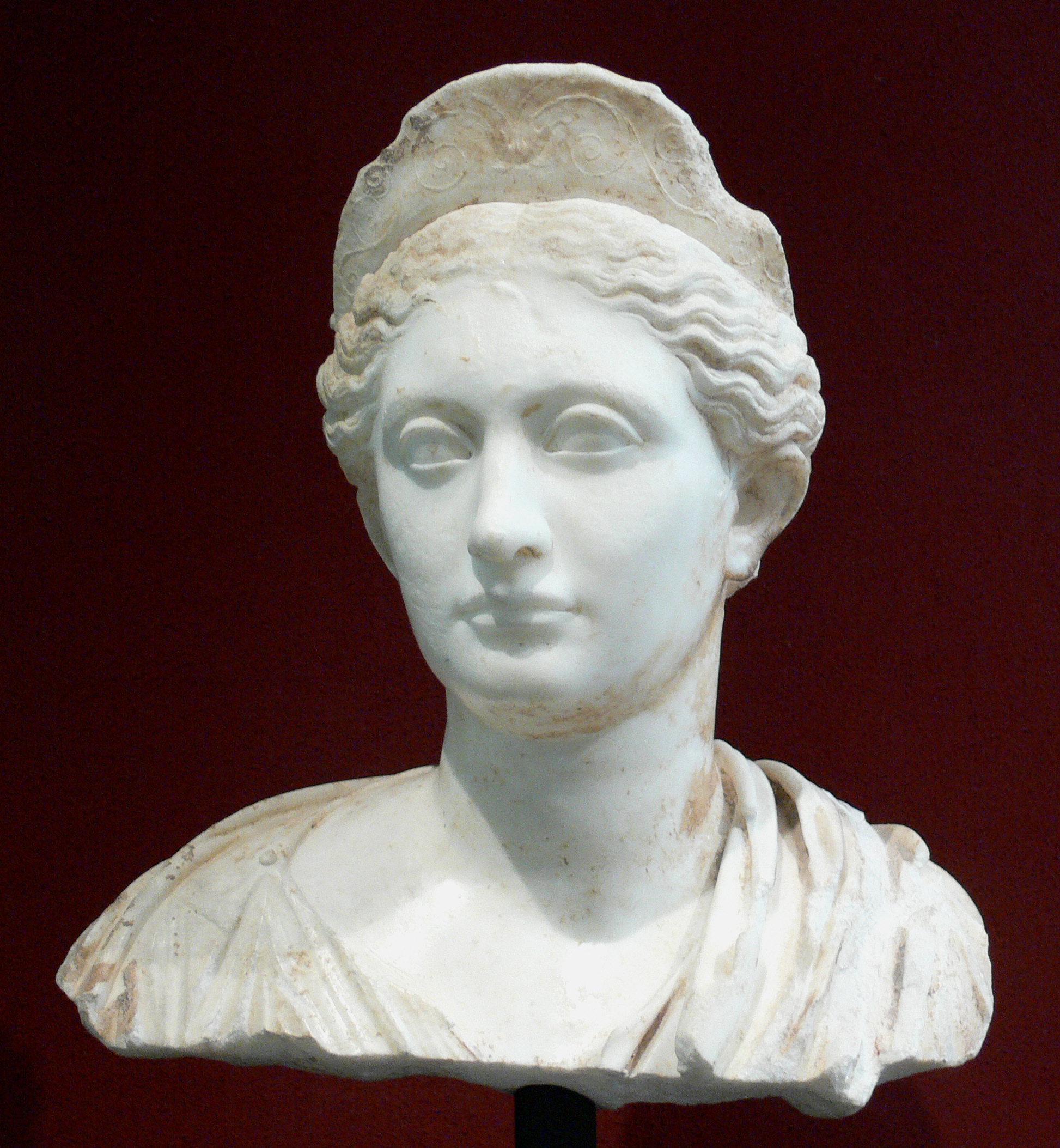
Buste en marbre représentant l'impératrice romaine Sabine, sculpté vers 140, Getty Center, Los Angeles.

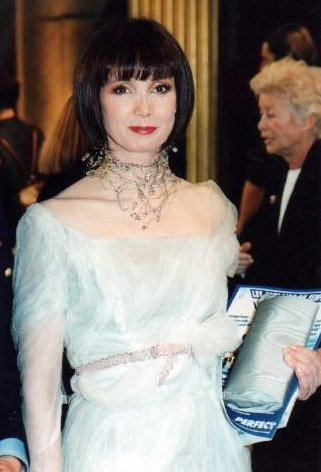
L’actrice française Sabine Azéma, une des plus célèbres personnalités francophones ainsi prénommées, à la cérémonie des César du cinéma 1998.

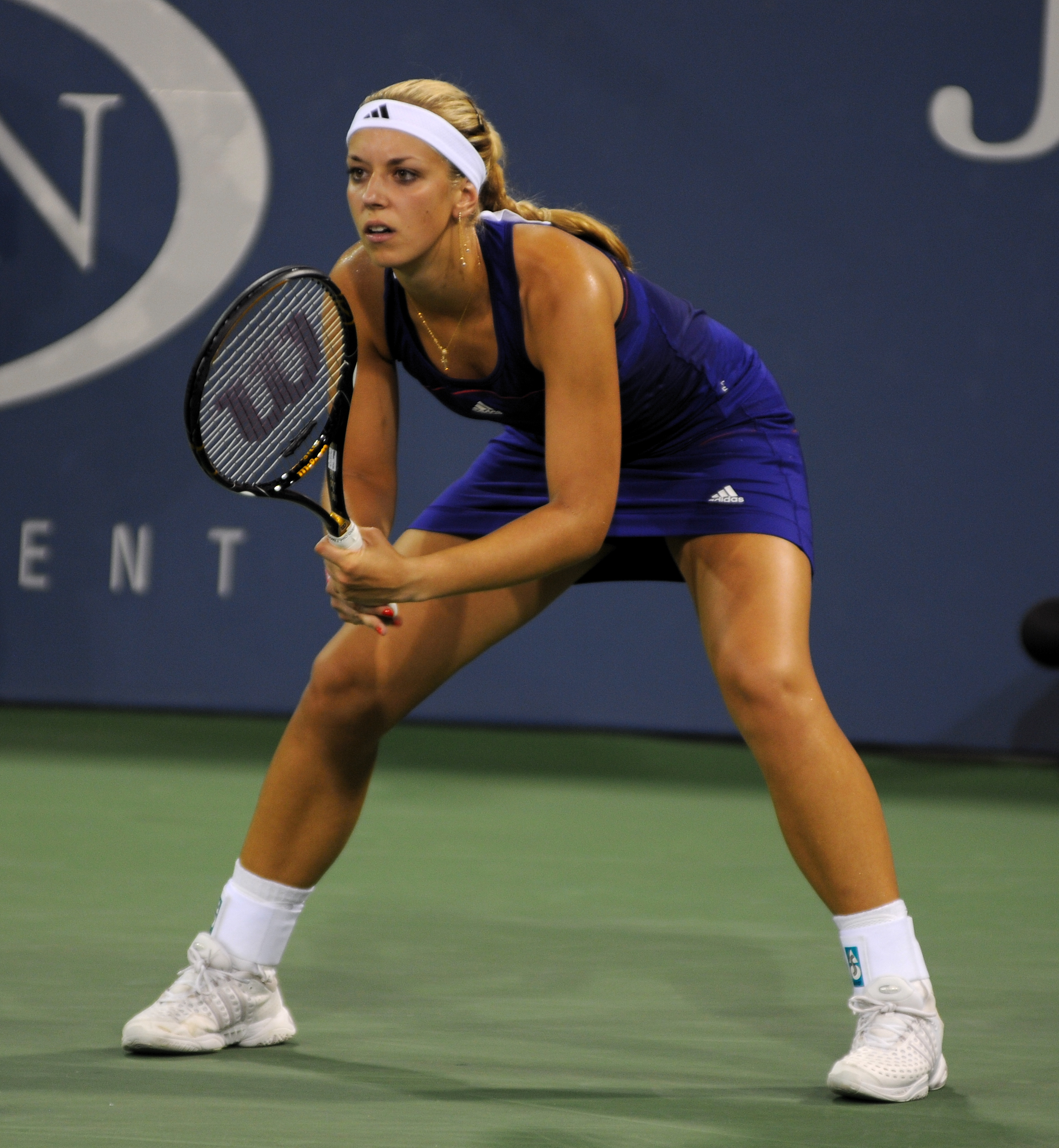
Sabine Lisicki, joueuse de tennis allemande, une des plus célèbres personnalités germanophones portant ce prénom, à l’US Open 2010.

La liste suivante (établie en 2022)  met en évidence ce qui a été précisé précédemment, à savoir, la plus grande popularité du prénom dans les pays germanophones que dans les francophones.

### Personnages historiques
- Sabine (vers 83-137),  impératrice romaine, épouse de l'empereur Hadrien.

### Personnalités contemporaines
- Sabine Andrivon-Milton, (1970-), historienne française;
- Sabine Appelmans (1972-),  joueuse de tennis belge;
- Sabine Azéma (1949-), actrice française;
- Sabine Baeß (1961-), patineuse artistique allemande;
- Sabine Barles (1965-) , ingénieure française;
- Sabine Bau (1969-), escrimeuse allemande;
- Sabine Bethmann (1931-), actrice allemande;
- Sabine Braun (1965-), athlète allemande;
- Sabine Dardenne (1983-), victime belge d'une affaire criminelle en  1995 ;
- Sabine Ginther (1970-), skieuse autrichienne;
- Sabine M. Gruber (1960-), écrivaine autrichienne;
- Sabine Gruber (1963-), écrivaine sud-tyrolienne;
- Sabine Günther (1963-), athlète allemande;
- Sabine Hack (1969-), joueuse de tennis allemande;
- Sabine Haudepin (1955-), actrice et scénariste française;
- Sabine Hossenfelder (1976-),  physicienne allemande;
- Sabine John (1957-), athlète allemande;
- Sabine Kuegler (1972-), écrivaine allemande;
- Sabine Leutheusser-Schnarrenberger (1951-), femme politique allemande;
- Sabine Lisicki (1989-), joueuse de tennis allemande;
- Sabine Meyer (1959-), clarinettiste allemande;
- Sabine Orléans (1960-), actrice allemande;
- Sabine Paturel (1965-), chanteuse et actrice française;
- Sabine Petzl (1965-), actrice autrichienne;
- Sabine Quindou, (1970-), journaliste, animatrice de radio et de télévision française;
- Sabine Sinjen (1942-1995), actrice allemande;
- Sabine Spitz (1971-), vététiste allemande;
- Sabine Timoteo (1975-), actrice suisse;
- Sabine Völker (1973-), patineuse de vitesse allemande;
- Sabine Wolf (1971-), actrice et réalisatrice allemande;
- Sabine Weiss (1924-2021) , photographe française;
- Sabine Zlatin (1907-), peintre et résistante française.

Exceptionnellement attribué  à un  homme:
- Sabine Baring-Gould (1834-1924), ecclésiastique et auteur britannique[10].

### Personnages fictifs
- Sabine Wren, personnage de la série télévisée Star Wars Rebels.